# Ruellia rufipila
Ruellia rufipila är en akantusväxtart som beskrevs av Carlos Toledo Rizzini. Ruellia rufipila ingår i släktet Ruellia och familjen akantusväxter. Inga underarter finns listade i Catalogue of Life.